# Bangor
För andra betydelser, se Bangor (olika betydelser).
Bangor är en stad och community i Gwynedd i norra Wales. Den är en av de minsta städerna med status som city i Storbritannien. Av de omkring 18 000 invånarna är omkring en tredjedel studenter vid Bangor University.
Staden växte upp omkring en katedral som grundlades av St. Deiniol tidigt under 500-talet. Namnet Bangor kommer från ett kymriskt ord för ett område; troligtvis hänvisar det till området katedralen låg på. Den nuvarande katedralen är byggd mycket senare och har blivit förändrad många gånger. Bangors stift är ett av de äldsta i Storbritannien.
Bangor var värdort för den nationella eisteddfoden år 1890, 1902, 1915, 1931, 1940, 1943, 1971 och 2005 samt ett inofficiellt eisteddfodarrangemang år 1874. Nattklubbar i Bangor är Time, Academi (studentkårens bar), the Octagon och Bliss. Bangors vänort är Soest i Tyskland. 
Staden har en pir som är den näst längsta i Wales och också den 9:e längsta bland de brittiska öarna med sina 472 meter. Piren kallas Garth Pier och förstördes nästan år 1974 under de fattiga förhållandena som rådde under tiden. Lokalbefolkningen lyckades dock rädda den och den blev en av de tre bäst bevarade pirerna under denna tiden. Reparationer och upprustningar påbörjades år 1982 och avslutades inte förrän 1988.
Bangor har ett framgångsrikt fotbollslag, Bangor City FC som deltar i den nationella walesiska ligan. Bangor City har vunnit flera turneringar och mästerskap och har representerat Wales i europeiska tävlingar.

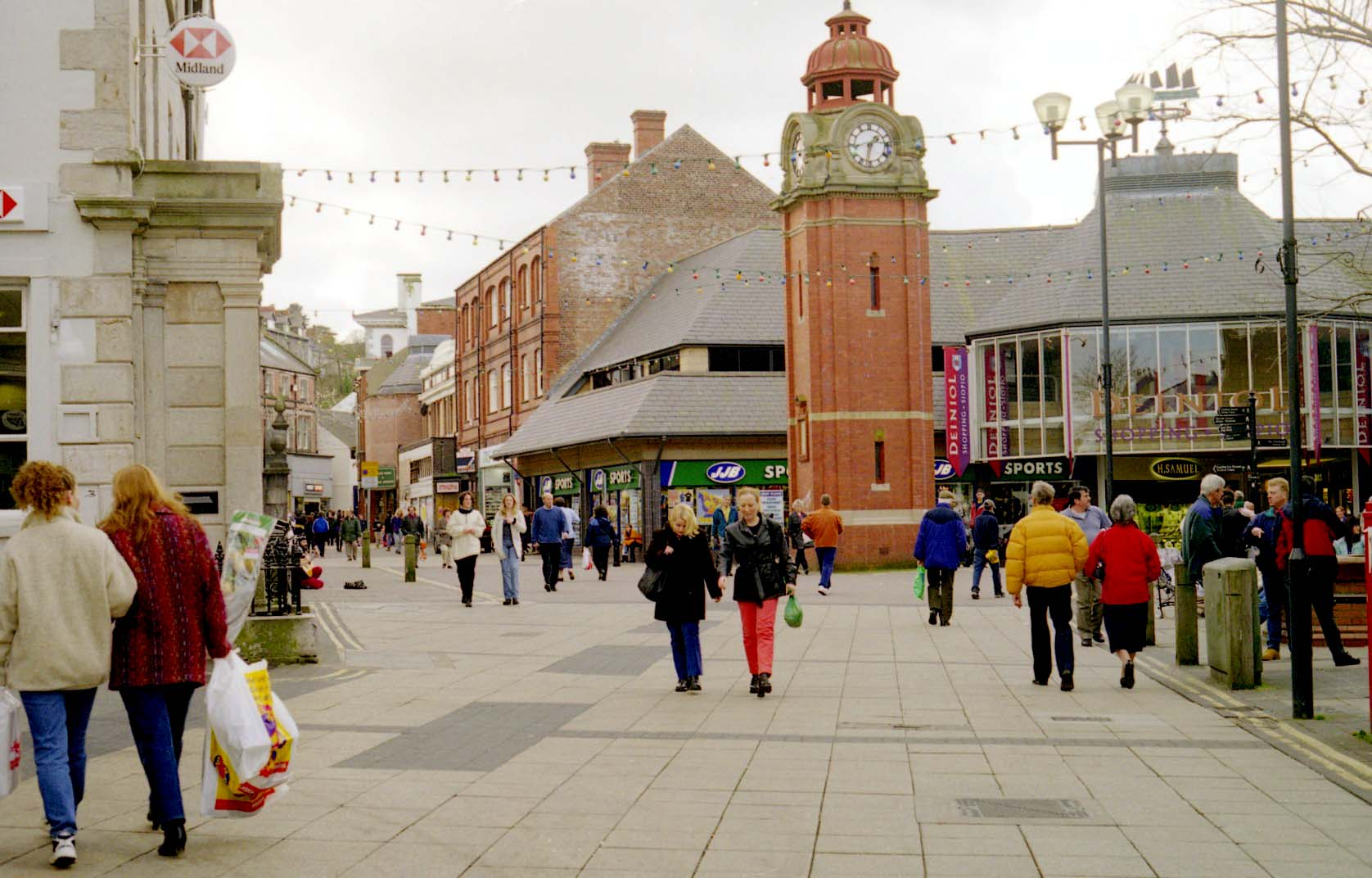
Bangor High Street